# Hollywood (Trinidad y Tobago)
Hollywood es una localidad de Trinidad y Tobago, que forma parte del borough de Punta Fortín.

## Geografía
La localidad abarca parte de la isla Trinidad y limita al norte con Point Ligoure y Egypt Village, al sur  y oeste con Fanny Village y al este con New Village.

## Demografía
Datos demográficos de la localidad de Hollywood:
| Gráfica de evolución demográfica de Hollywood entre 2000 y 2011 |
|                                                                 |